# Mind’s Eye (альбом)
Mind’s Eye (в переводе с англ. — «духовное око») — дебютный студийный альбом американского гитариста Винни Мура, выпущенный в 1986 году на Shrapnel Records. Альбом был записан двадцатиоднолетним Муром за 11 дней в калифорнийской студии Prairie Sun Recording Studios. В 2009 году журнал Guitar World поместил Mind’s Eye на третье место в топе-10 шред-альбомов всех времён.

## Список композиций
Вся музыка написана Винни Муром.
| №  | Название               | Длительность |
| -- | ---------------------- | ------------ |
| 1. | «In Control»           | 4:38         |
| 2. | «Daydream»             | 4:31         |
| 3. | «Saved by a Miracle»   | 5:19         |
| 4. | «Hero Without Honor»   | 7:19         |
| 5. | «Lifeforce»            | 4:02         |
| 6. | «N.N.Y.»               | 3:43         |
| 7. | «Mind's Eye»           | 3:28         |
| 8. | «Shadows of Yesterday» | 4:34         |
| 9. | «The Journey»          | 5:26         |

## Участники записи
- Винни Мур — гитара
- Тони Макалпайн — клавишные
- Томми Олдридж — ударные
- Энди Уэст — бас-гитара

Производство
- Майк Варни — продюсер
- Стив Фонтано — звукорежиссёр, продюсер
- Дино Альден — звукорежиссёр
- Джордж Хорн — мастеринг